# Mangtewa
Mangtewa – gaun wikas samiti we wschodniej części Nepalu w strefie Kośi w dystrykcie Sankhuwasabha. Według nepalskiego spisu powszechnego z 2001 roku liczył on 424 gospodarstw domowych i 2207 mieszkańców (1105 kobiet i 1102 mężczyzn).